# Melvin Conway
Pour les articles homonymes, voir Conway.
Melvin Edward Conway est un informaticien, programmeur et hacker américain, qui formula ce qui est aujourd'hui appelé la loi de Conway.

## Travaux et ouvrages
Conway introduisit en 1967 ce qui fut plus tard appelé la loi de Conway.  Selon cette loi, « les organisations qui conçoivent des systèmes ... sont contraintes de produire des designs qui sont des copies de la structure de communication de leur organisation. »
Outre cette loi, Conway est peut-être surtout connu pour sa publication novatrice concernant les coroutines. Il y propose d'organiser un compilateur en un ensemble de coroutines, ce qui donne la possibilité d'utiliser des chemins différents lors du débogage, et d'utiliser une seule structure en production. Une autre publication célèbre de Conway est sa présentation, en 1958, de l'UNCOL (en) (Universal Computer Oriented Language), une proposition de langage intermédiaire universel pour les compilateurs.
Conway écrivit un assembleur pour l'ordinateur modèle 220 de Burroughs, nommé SAVE. Le nom  SAVE n'était pas un acronyme, mais une caractéristique : les programmeurs perdaient moins de piles de cartes perforées car le mot SAVE y était écrit.
Le travail de Conway sur le compilateur Pascal de Rockwell Semiconductor aboutit à un accord entre Apple Computers et Think Technologies (où il était ingénieur principal), par lequel cette dernière société produisit le Mac Pascal (1984) et l'Apple II Instant Pascal.
Au cours des années 1970 et 1980, Melwin Conway s'impliqua dans le langage pour ordinateurs médicaux MUMPS, et dans la spécification de normes pour les langages systèmes pour le National Bureau of Standards. Il écrivit aussi un livre de référence sur le MUMPS.

## Formation
- Doctorat en Mathématiques, Case Western Reserve University (1961).
- Maîtrise de Physique, California Institute of Technology.

## Choix de publications
- Melvin E. Conway, "Design of a separable transition-diagram compiler", Communications of the ACM, Vol. 6, No. 7, juillet 1963.
- Melvin E. Conway. "How do committees invent?", Datamation, 14(4):28–31, avril 1968.